# Ángel Fernández Fernández
Ángel Fernández Fernández (Siones, Trubia, c. de Oviedo, Asturias, 18 de abril de 1942 - Gran Canaria, 1999) fue un jugador de ajedrez español, campeón nacional.
Sus padres se trasladaron a Las Palmas de Gran Canaria cuando era niño, por lo que toda su carrera se desarrolla en las islas Canarias, donde ejerció la profesión de maestro.

## Resultados destacados en competición
Fue campeón de España en el año 1967, superando a Antonio Medina García por medio punto. y fue varias veces campeón de Canarias. En Asturias sólo participó en el campeonato nacional en 1971. Tuvo también participaciones destacadas en campeonatos internacionales.